# Божо Вулетич
Божо Вулетич (1 липня 1958) — югославський ватерполіст.
Олімпійський чемпіон 1984 року.